# Shilole
Zena Yusuf Mohammed (Igunga, 20 de diciembre de 1987), conocida por su nombre artístico Shilole, es una actriz y cantante tanzana.

## Carrera
El estilo musical de Shilole está enmarcado dentro del R&B y la nueva generación de música de Tanzania conocida popularmente como Bongo Flava. Shilole es considerada una de las mejores artistas femeninas de Tanzania; sus obras han sido nominadas en tres ocasiones en los Tanzanian Music Awards (KTMA). También ha partido en algunas producciones para televisión y cine en su país.

## Discografía

### Sencillos
- "Lawama" (2013)
- "Dume Dada" (2013)
- "Paka la Bar" (2013)
- "Nakomaa na Jiji" (2014)
- "Chuna Buzi" (2014)
- "Namchuka" (2015)
- "Malele" (2015)
- "Nyang’anyang’a" (2016)
- "Say My Name" (2016)
- "Hatutoi Kiki" (2016)
- "Kigori" (2017)
- "Mchaka Mchaka" (2018)